# One (песня Metallica)
«One» — 4-я песня из студийного альбома группы Metallica …And Justice for All.
10 января 1989 года был выпущен сингл, который достиг 35-й позиции в хит-параде США и 13-й — в Великобритании.

## Композиция
Текст песни написан под впечатлением от прочтённого Хетфилдом романа Далтона Трамбо «Джонни взял ружьё (фильм, 1971)» (Johnny Got His Gun), рассказывающем историю солдата Первой мировой войны, подорвавшегося на мине и лишившегося конечностей и органов чувств, но тем не менее продолжающего биологически жить и сохранившего способность мыслить в таких условиях. В «One» перед слушателем предстают мысленные кошмарные картины и ощущения человека, попавшего в аналогичную ситуацию — ещё одной из жертв бессмысленных войн.
Кирк Хэмметт так описывал процесс создания песни: 
Я провёл много бессонных ночей, прежде чем разобрался с этими гитарными соло. *смех* Главное соло в конце, тэппингом в стиле как у Van Halen — вышло почти сразу же. Это гитарное соло было как бриз; происходящее с ритм-секцией в той части настолько захватило меня, что всё получилось само. А над первым соло пришлось поработать чуть больше. Я услышал, как Джеймс играет какой-то по-настоящему мелодичный материал во вступлении, просто валяя дурака, и подумал, что это круто, и решил использовать части этой темы. Поэтому я должен отметить Джеймса за то, что он подсознательно подтолкнул меня в этом мелодичном направлении. Соло в середине песни я, кажется, перезаписывал 15 миллионов раз. Я хотел найти компромисс между мелодичным соло в начале песни и ураганным — в конце.

## Видео
По этой песне в декабре 1988 года был снят первый видеоклип в истории Metallica. Режиссёрами стали Майкл Саломон и Билл Поуп. Съёмки проводились на одном из заброшенных мебельных складов Лос-Анджелеса. В клипе были использованы кадры фильма «Джонни взял ружьё».

## Кавер-версии
Известность получила версия песни, исполненная в 2014 году фолк-группой «Стары Ольса» в эфире программы «Легенды.Live» на телеканале ОНТ. Это выступление стало предпосылкой для записи группой альбома Medieval Classic Rock.

## Достижения
- Соло Хэмметта из «One» заняло 7 место в списке «100 лучших соло на гитаре» по выбору читателей журнала «Guitar World»[7].
- «One» занимает 17-е место в списке «100 лучших песен в жанре метал» по версии Digital Dream Door[8].
- «One» выиграла премию «Грэмми» за лучшее выступление в жанре метал в 1990 году, когда данная номинация и была впервые учреждена[9].
- В марте 2023 года группа авторов американского издания Rolling Stone включила композицию в список «100 величайших хеви-метал песен всех времён». В этом рейтинге она заняла 11-ю позицию[10].

## Состав
- Джеймс Хетфилд — вокал, ритм-гитара
- Кирк Хэмметт — соло-гитара
- Джейсон Ньюстед — бас
- Ларс Ульрих — барабаны

## Чарты
| Чарт                      | Позиция              |
| ------------------------- | -------------------- |
| Australian Singles Chart  | 38 в 1989 / 5 в 1994 |
| Dutch Singles Chart       | 3 (в 1994)           |
| Finnish Singles Chart     | 1                    |
| New Zealand Singles Chart | 13                   |
| Norwegian Singles Chart   | 4                    |
| Swedish Singles Chart     | 3                    |
| Swiss Singles Chart       | 22                   |
| US Billboard Hot 100      | 35                   |
| UK Singles Chart          | 13                   |